# 1962年自由民主党総裁選挙
1962年自由民主党総裁選挙（1962ねんじゆうみんしゅとうそうさいせんきょ）は、1962年（昭和37年）7月14日に行われた日本の自由民主党の党首である総裁の選挙である。

## 概要
1962年に池田勇人総裁の任期満了を受けて行われた自由民主党総裁選挙である。佐藤栄作、藤山愛一郎といった実力者が立候補を見送ったため、実質的に再選を目指した池田の信任投票となった。

## 選挙データ

### 総裁
- 選挙前：池田勇人（第4代）
- 選挙後：池田勇人（第4代）

### 投票日
- 1962年（昭和37年）7月14日

第11回臨時党大会で実施。

### 選挙制度
- 決選投票制

総裁公選規程に基づく公選
投票方法
秘密投票、単記投票、1票制
選挙権
党所属国会議員、党都道府県支部連合会地方代議員
1962年1月に規定が改正され、2票から1票に削減。
被選挙権
党所属国会議員
有権者
（不明）
- 党所属衆議院議員：（不明）
- 党所属参議院議員：（不明）
- 地方代議員　　　：046

## 選挙活動

### 候補者
立候補制ではなかったものの、選挙活動した国会議員。
| 池田勇人                                                                  |
|                                                                           |
| 衆議院議員 （6期・広島2区） 内閣総理大臣（1960-現職） 党総裁（1960-現職） |
| 宏池会 （池田派）                                                         |
| 広島県                                                                    |

## 選挙結果
第1回総裁選から1972年（昭和47年）の第12回総裁選までは立候補制ではなかったため、自民党所属の国会議員への票はすべて有効票として扱われた。

### 候補者別得票数
| 候補者                   | 得票数 | 得票率 |
| ------------------------ | ------ | ------ |
| 池田勇人                 | 391    | 91.36% |
| 佐藤栄作                 | 17     | 3.97%  |
| 一万田尚登               | 6      | 1.40%  |
| 岸信介                   | 5      | 1.17%  |
| 藤山愛一郎               | 3      | 0.70%  |
| 吉田茂                   | 2      | 0.47%  |
| 福田赳夫                 | 2      | 0.47%  |
| 高橋等                   | 1      | 0.23%  |
| 正力松太郎               | 1      | 0.23%  |
| 総計                     | 428    | 100.0% |
| 有効投票数（有効率）     | 428    | %      |
| 無効票・白票数（無効率） |        | %      |
| 投票者数（投票率）       |        | %      |
| 棄権者数（棄権率）       |        | %      |
| 有権者数                 |        | 100.0% |
| 出典：朝日新聞           |        |        |